# فیلیپ واچ
فیلیپ واچ (ایتالیایی: Philip Watch) یک شرکت ایتالیایی تولیدکننده ساعت مچی، ساعت جیبی و ساعت غواصی است. فیلیپ واچ زیرمجموعه گروه مورلاتو می‌باشد.